# Hodov
Hodov (dříve Hodaw, Hola, možná i Hoda, německy Hodau) je obec ležící v jihovýchodní části Českomoravské vrchoviny, severně od města Třebíče (12 km) a jihojihozápadně od Velkého Meziříčí (8 km) na okresní silnici z Budišova do Oslavičky. Průměrná nadmořská výška obce je 500 metrů nad mořem. Obec patří do správního obvodu obce s rozšířenou působností Třebíč. Žije zde 310 obyvatel. 
Sousedními obcemi sídla jsou Vlčatín, Oslavička, Budišov, Nárameč, Rohy, Rudíkov a Studnice.

## Geografie
Typická moravská „dědina“ je podle místních zvyklostí rozdělena na několik částí: Na Dědině (střed), V Hodůvku, Pustý (u cesty k Rohům), V Chalupách, Na Véhoně, Na Lóčkách, Za Kravínem, Za Pekařovéma.
Východně od Hodova se rozkládá vesnice Kundelov, která přísluší k Budišovu. Na kundelovský intravilán navazují dva domy čp. 91 a 123, které jsou součástí Hodova.
Hodovem prochází ze severu na jih silnice z Oslavičky do Budišova, severně ze zastavěného území obce vede užitková silnice do Rohů, východně pak silnička do Kundelova a jižně lesní užitková silnice do Náramče. Na západním okraji územím obce prochází ze severu na jih silnice II/360. Ze severu na jih vede přes území obce cyklostezka 5109, na východním okraji území obce prochází cyklostezka 5206. Kolem jižní hranice území obce vede železniční trať Křižanov–Studenec, nejbližší železniční zastávky jsou Budišov a Rudíkov. 
Celé území obce je zalesněné i využívané zemědělsky a poměrně kopcovité. Více lesů je na západním okraji území obce.
Na západním okraji území obce pramení potok Mařek, ten je napájen zdrojnicí, která pramení severněji od pramene Mařka. Na jeho toku směrem na východ se nachází dva nepojmenované rybníky, následně se do něj vlévá nepojmenovaný potok protékající přes zastavěné území obce a následně pak na jeho toku leží další nepojmenovaný rybník. Jihovýchodní hranici území tvoří Kundelovský potok, ten teče východně a na jeho toku se nachází Nový rybník, dál teče přes Kundelovský rybník a u Oslavy se vlévá do řeky Oslavy. Na jihozápadním okraji u hranice s obcí se nachází rybník Heradka, z něj jižně vytéká Mlýnský potok, který pak teče jižně přes Hodovský rybník a pak se asi po deseti kilometrech vlévá do Jihlavy.
Většina území se nachází v nadmořské výšce 500–580 metrů nad mořem, západní okraj území obce je výše než východní okraj území, východní část území obce je relativně rovinatá. Na severozápadním okraji území obce se nachází vrchol Hodovská horka (581 m), západně od zastavěného území obce se nachází nepojmenovaný vrchol s kótou 562 m a těsně za západní hranicí území obce se nachází Vlčatínský vrch (590 m), na západním okraji území obce se nachází skalní útvar Raubířské skály. U hranic území jižně od zastavěného území obce se nachází vrchol Na Brčích (533 m), východně od zastavěného území obce se nachází nepojmenovaný vrchol s kótou 513 m. 
Zastavěné území obce se nachází téměř uprostřed území obce, na východní hranici pak leží samota přiléhající k osadě Kundelov. 
Celé území obce je součástí Přírodního parku Třebíčsko, jeho hranice probíhají po východních a severních hranic území obce.

## Historie

### Pověst
Z doby raného středověku se dochovala pověst o narození potomka polského královského páru na místě zvaném Vitoslav ve východní části katastru Hodova. Rodina tudy putovala po zemské stezce a těhotnou královnu přepadl čas porodu. Porodila dceru, již dali jméno Vladislava, a na památku zde vytesali do kamene kříž, letopočet a symbol ženského pohlaví. Poté se uchýlili do nedaleké vsi Brod, která měla dle novorozeněte přijmout své dnešní jméno Vladislav. Nakonec se Vladislava v dospělosti stala polskou královnou.

Celý příběh je samozřejmě velmi nereálný už jen proto, že v Polsku však nikdy žádná Vladislava nepanovala a obec Vladislav navíc odvozuje své jméno od Vladislava Přemyslovce. Nicméně kámen s vytesanými údaji můžeme na Vitoslavi dosud spatřit, takže nelze vyloučit, že zde v minulosti opravdu k nějaké události došlo. Snad se zde i narodil potomek neznámého šlechtice.

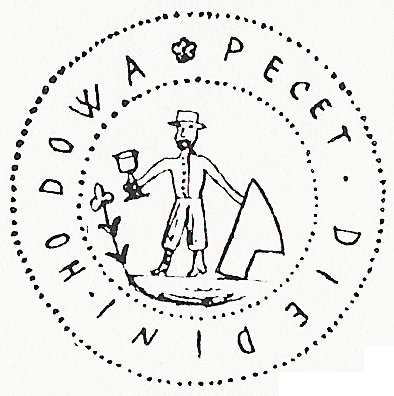
Stará hodovská pečeť s nápisem PECET DIEDINI HODOWA se znakem rolníka držícího kalich a opírajícího se o radlici

### Dějiny obce
První zmínka o obci pochází z roku 1349. Do té doby Hodov náležel tasovskému panství, ale v roce 1349 se Jan z Tasova zřekl větší části vsi a předal ji do majetku Beneše z Meziříčí a menší část pak prodal Ondřeji z Okarce. Meziříčský díl s lesem „Hodovská odchozí“ v roce 1371 prodal Jan ml. z Meziříčí Janovi staršímu z Meziříčí a jeho dědicům. V roce 1416 Lacek z Kravař prodal Anně z Meziříčí všechny meziříčské statky, tj. Hodov, Hrbov a Olší s příslušenstvím jako její věno. V roce 1447 pak Jiří z Kravař převedl Hodov na Jana staršího z Lomnice. Po Janově smrti připadl Hodov jeho synu Jindřichovi, od něhož jej koupil Jan z Pernštejna. Páni z Pernštejna v roce 1552 ves prodali Zikmundu Heldtovi z Kementu. V době, kdy majitelem Budišova byl rod Berků z Dubé a Lipého spadl správně Hodov pod Budišov. V roce 1775 byl snížen Hodovu robotní závazek. V roce 1715 převzala majetky budišovského panství Anna Františka z Valdštejna, která si později vzala Ignáce z Paaru. V roce 1794 pak dcery Jana Paara prodaly panství Jáchymu Stettenhofenovi z Vídně. Rytíř Stettenhofen zemřel v Budišově v roce 1813 a panství převzala jeho dcera, ta si pak roku 1817 vzala Jana M. Václava Pötting-Persinga, po její smrti pak panství roku 1854 převzal bratr jejího prvního manžela Karel Baratta-Dragono a od roku 1880 pak panství spravoval jeho syn Norbert Baratta-Dragono a následně pak připadlo panství Richardovi Baratta-Dragonovi.
V roce 1817 byla ve vsi postavena školní budova, která pak byla v roce 1888 rozšířena. V roce 1895 pak obec zachvátil velký požár, kdy shořelo 12 domů a 13 stodol. V roce 1818 byla na návsi postavena kaplička. Roku 1848 a roku 1863 byly postaveny u cest nedaleko obce kříže. Mezi lety 1850 a 1884 pod Hodov spadala Studnice, mezi lety 1850 a 1910 pak také Rohy. V roce 1897 byl ve vsi založen sbor dobrovolných hasičů a roku 1911 Národní jednota a Omladina. V roce 1911 byl postaven nový kříž u cesty a také hasičská zbrojnice. Roku 1917 byl rekvírován zvon z kapličky, do první světové války bylo odvedeno 115 občanů z Hodova, z nichž na bojištích války zemřelo 16. V roce 1921 obdržel úřad ve Velkém Meziříčí anonymní udání, že starosta správně neodvádí dávky státu a také byl téhož roku v obci postaven pomník obětem první světové války a byl nalezen poklad stříbrných mincí. V roce 1923 byla založena obecní knihovna. V roce 1925 byl jmenován čestným občanem učitel Bedřich Hodyc. V roce 1927 byl vysvěcen nový zvon do kaple. V roce 1890 bylo v obci 84 domů s 533 obyvateli, později v roce 1900 v obci žilo 520 obyvatel a stálo 83 domů.
Po roce 1945 byl majetek rodiny Baratta-Dragono zkonfiskován. Mezi lety 1948 a 1950 byl v obci postaven kulturní dům. V roce 1952 bylo v obci založeno JZD a v roce 1955 byl postaven kravín. Roku 1957 byla v obci založena sokolská jednota. Od roku 1960 patřil Hodov do okresu Třebíč. V roce 1965 pak byly na pozemcích obce vybudovány rybníky Obecník I a Obecník II, roku 1976 pak bylo místní JZD začleněno pod JZD Budišov a roku 1979 byla zrušena místní škola. Mezi lety 1980 a 1990 byl Hodov správně začleněn pod Budišov. Roku 1989 pak započala stavba multifunkční budovy a v roce 1992 byla obnovena činnost mateřské školy a v roce 1995 byla v obci opět otevřena škola. V roce 2002 pak byla obec plynofikována a rozveden obecní vodovod, následně pak roku 2004 byl rozveden i internet. V roce 2008 pak byla opět zrušena škola. Roku 2008 byla opravena silnice do Kundelova a o rok později byl rekonstruován park u pomníku padlým.
Do roku 1849 patřil Hodov do budišovského panství, od roku 1850 patřil do okresu Jihlava, pak od roku 1855 do okresu Velké Meziříčí a od roku 1960 do okresu Třebíč. Mezi lety 1980 a 1990 patřil Hodov pod Budišov, následně se obec osamostatnila.
| Rok            | 1869 | 1880 | 1890 | 1900 | 1910 | 1921 | 1930 | 1950 | 1961 | 1970 | 1980 | 1991 | 2001 | 2011 | 2021 |
| -------------- | ---- | ---- | ---- | ---- | ---- | ---- | ---- | ---- | ---- | ---- | ---- | ---- | ---- | ---- | ---- |
| Počet obyvatel | 475  | 508  | 533  | 520  | 529  | 535  | 511  | 389  | 407  | 380  | 359  | 323  | 306  | 306  | 301  |
| Počet domů     | 70   | 79   | 84   | 83   | 101  | 88   | 90   | 95   | 88   | 88   | 86   | 101  | 102  | 108  | 115  |

## Kaple
| „                | Začaly sbírky na kapličku nebo zvonici po vsi 190 zl, a tyto peníze byly dány rychtáři, aby vše zařídil. On a stavební mistr jeli do města a nakoupili za tyto peníze kořalku, maso, mouku, koření a jiné potřebné věci k hostině. Rychtář a stavitel dali doma připravit hostinu a pozvali některé sousedy a svobodnou mládež a všechny peníze prožrali. Jsme nyní bez zvonice a náš zvon visí na zpuchřelém laně. | “ |
| — Obecní kronika | |   |

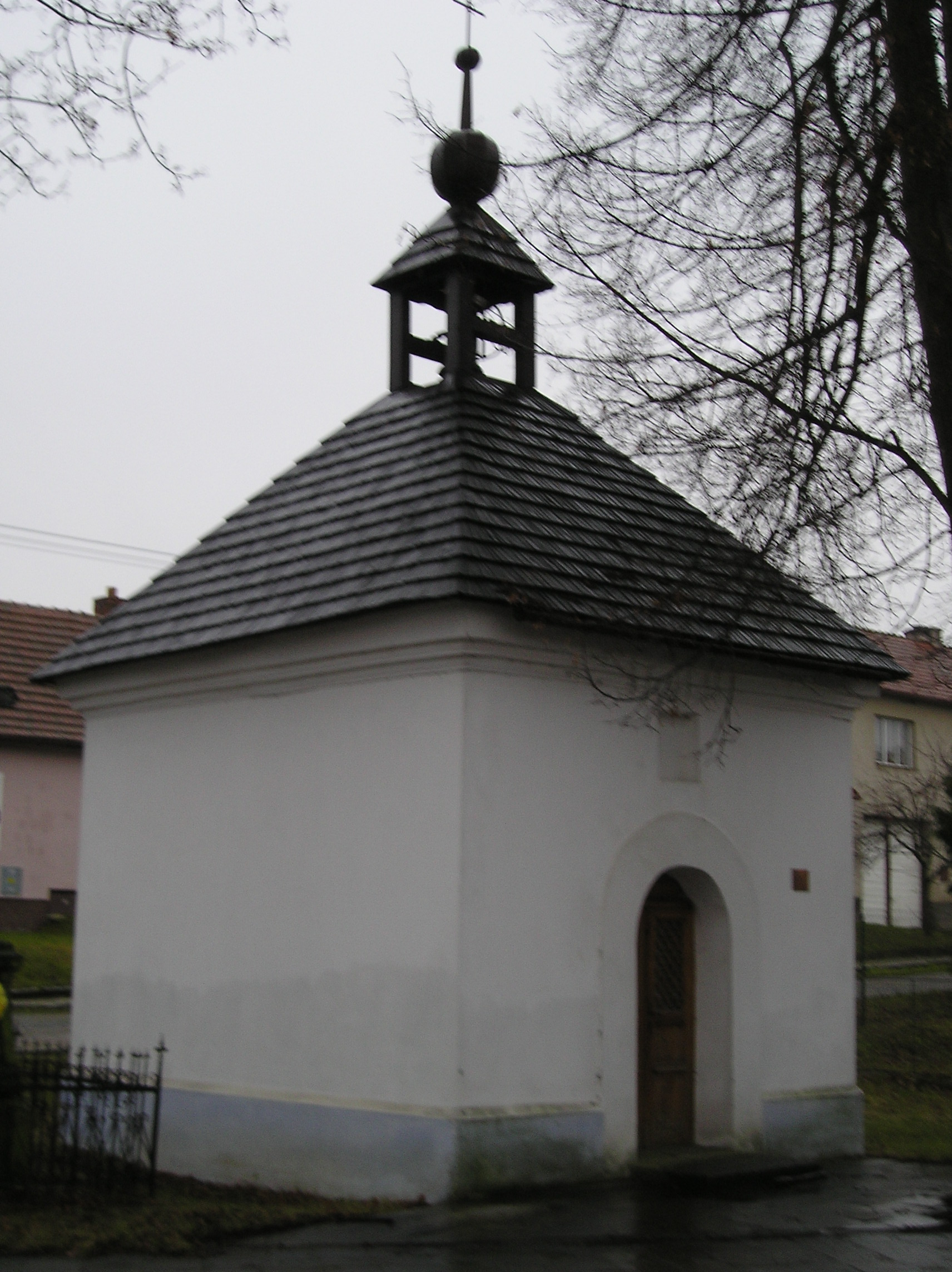
Hodovská kaplička

Kamenná kaple byla postavena v roce 1818, v kapli je socha sv. Jana Nepomuckého. V roce 1975 byla opravena střecha kaple a roku 1999 kaple byla nově omítnuta, byl opraven krov, byl položen nový šindel a instalováno automatické zvonění. V roce 1917 byl zvon rekvírován pro vojenské účely. Nahradil ho ocelový, který záhy praskl. Nový zvon byl ulit v Brně E. Nanouškem a 4. září 1927 byl posvěcen.

### Svatý Jan Nepomucký
M. I. Jelínek a dílna F. Alex. Jelínka: Sv. Jan Nepomucký. Původně polychromováno. Tuto kamennou sochu lze datovat do 40. let 18. století. Je v životní velikosti. Autora sochy charakterizuje trojúhelníkový obličej, podobný tváři Sv. Václava z Okresního muzea v Mladé Boleslavi.

## Škola
Dle dokladů místní kroniky má škola v Hodově dávnou tradici. Již v roce 1817 zde prokazatelně existuje jednotřídní škola, která je později – v roce 1888, nárůstem dětí i z blízké obce Rohy, rozšířena na školu dvoutřídní. Škola se nacházela ve středu obce, v místě dnešní budovy pohostinství.
Se stavbou nové školy se začalo v zimě roku 1947, otevřena byla k 1. září 1949. Učilo se zde až do roku 1979, kdy byla škola tehdejšími předpisy zrušena a děti musely dojíždět do školy v Budišově. Svoji činnost si zachovala pouze mateřská škola, která pak byla také uzavřena a až roku 1992 obnovena.
K obnově školy v obci dochází znovu k 1. září 1995, již jako jednoho zařízení základní školy, školní družiny a mateřské školy s celodenním provozem. V červnu 2008 byla v obci Hodov uzavřena Základní škola a v provozu zůstala pouze Mateřská škola.

## Služby
Hodov nabízí, stejně jako mnoho dalších vesnic této velikosti, poměrně velké množství služeb. Mezi ty základní patří obchod se smíšeným zbožím. V stejné budově naleznete také pobočku České pošty, Česká pošta v rámci programu Pošta Partner jedná v roce 2016 o zrušení pošty a jejím provozování třetí osobou. Kulturním účelům v obci pak slouží také kulturní dům vybudovaný v letech 1948–1950. Hodov měl jako jeden z prvních v okolí kvalitní udržované travnaté hřiště, v současnosti se staví další, tréninkové, a do budoucna se plánují tenisové kurty. Součástí školního areálu je také malé hřiště na nohejbal či pískoviště pro školku a často využívaná točitá skluzavka. Třebíčsko se může chlubit množstvím umělých vodních ploch; Hodov není výjimkou. Na území obce se nachází čtyři rybníky (Obecník I, II, Na Dědině, Za Kravínem), z nichž Obecník I a II a rybník Za Kravínem zadržují užitkovou vodu a v parných letních dnech slouží jako koupaliště a na rybníku Na Dědině se téměř nepřetržitě celou zimu bruslí.

## Politika
Do roku 2014 byl starostou obce Pavel Klíma, v letech 2014–2022 vykonával funkci starosty Ing. Stanislav Jaša, od roku 2022 je starostou Ing. Zdeněk Doležal.

### Volby do Poslanecké sněmovny
|       | 2006                | 2010                | 2013                | 2017                | 2021                  |
| ----- | ------------------- | ------------------- | ------------------- | ------------------- | --------------------- |
| 1.    | ČSSD (42,04 %)      | ČSSD (27,77 %)      | ČSSD (31,7 %)       | ANO (37,22 %)       | SPOLU (28,8 %)        |
| 2.    | KDU-ČSL (27,84 %)   | KDU-ČSL (18,88 %)   | KDU-ČSL (18,9 %)    | KDU-ČSL (16,11 %)   | ANO (27,71 %)         |
| 3.    | ODS (15,34 %)       | SPOZ (14,44 %)      | ANO 2011 (14,63 %)  | ODS (9,44 %)        | Piráti+STAN (14,67 %) |
| účast | 72,84 % (177 z 243) | 73,58 % (181 z 246) | 68,16 % (167 z 245) | 67,42 % (180 z 267) | 74,19 % (184 z 248)   |

### Volby do krajského zastupitelstva
|      | 1.                | 2.                 | 3.                    | účast               |
| ---- | ----------------- | ------------------ | --------------------- | ------------------- |
| 2000 | 4KOALICE (42 %)   | SV (12 %)          | SNK (11 %)            | 41,71 % (103 z 247) |
| 2004 | SNK (33,73 %)     | KDU-ČSL (27,71 %)  | ODS (12,04 %)         | 35,02 % (83 z 237)  |
| 2008 | ČSSD (41,59 %)    | KDU-ČSL (30,08 %)  | ODS (10,61 %)         | 46,31 % (113 z 244) |
| 2012 | ČSSD (25 %)       | KDU-ČSL (22,82 %)  | KSČM (15,21 %)        | 44,31 % (109 z 246) |
| 2016 | KDU-ČSL (29,09 %) | ANO 2011 (16,36 %) | ČSSD (14,54 %)        | 42,15 % (110 z 261) |
| 2020 | KDU-ČSL (24,5 %)  | ANO (20,58 %)      | STAN+SNK ED (15,68 %) | 40,39 % (102 z 255) |
| 2024 | ANO (44,23 %)     | KDU-ČSL (19,23 %)  | STAN+SNK ED (13,46 %) | 42,46 % (107 z 252) |

### Prezidentské volby
V prvním kole prezidentských voleb v roce 2013 první místo obsadil Miloš Zeman (96 hlasů), druhé místo obsadil Karel Schwarzenberg (30 hlasů) a třetí místo obsadil Jiří Dienstbier (19 hlasů). Volební účast byla 74,09 %, tj. 183 ze 247 oprávněných voličů. V druhém kole prezidentských voleb v roce 2013 první místo obsadil Miloš Zeman (133 hlasů) a druhé místo obsadil Karel Schwarzenberg (51 hlasů). Volební účast byla 76,45 %, tj. 185 ze 242 oprávněných voličů.
V prvním kole prezidentských voleb v roce 2018 první místo obsadil Miloš Zeman (101 hlasů), druhé místo obsadil Jiří Drahoš (30 hlasů) a třetí místo obsadil Pavel Fischer (28 hlasů). Volební účast byla 75,00 %, tj. 195 ze 260 oprávněných voličů. V druhém kole prezidentských voleb v roce 2018 první místo obsadil Miloš Zeman (126 hlasů) a druhé místo obsadil Jiří Drahoš (80 hlasů). Volební účast byla 77,82 %, tj. 207 ze 266 oprávněných voličů.
V prvním kole prezidentských voleb v roce 2023 první místo obsadil Andrej Babiš (83 hlasů), druhé místo obsadil Petr Pavel (45 hlasů) a třetí místo obsadila Danuše Nerudová (30 hlasů). Volební účast byla 78,63 %, tj. 195 ze 248 oprávněných voličů. V druhém kole prezidentských voleb v roce 2023 první místo obsadil Petr Pavel (98 hlasů) a druhé místo obsadil Andrej Babiš (93 hlasů). Volební účast byla 77,20 %, tj. 193 ze 250 oprávněných voličů.

## Zajímavosti

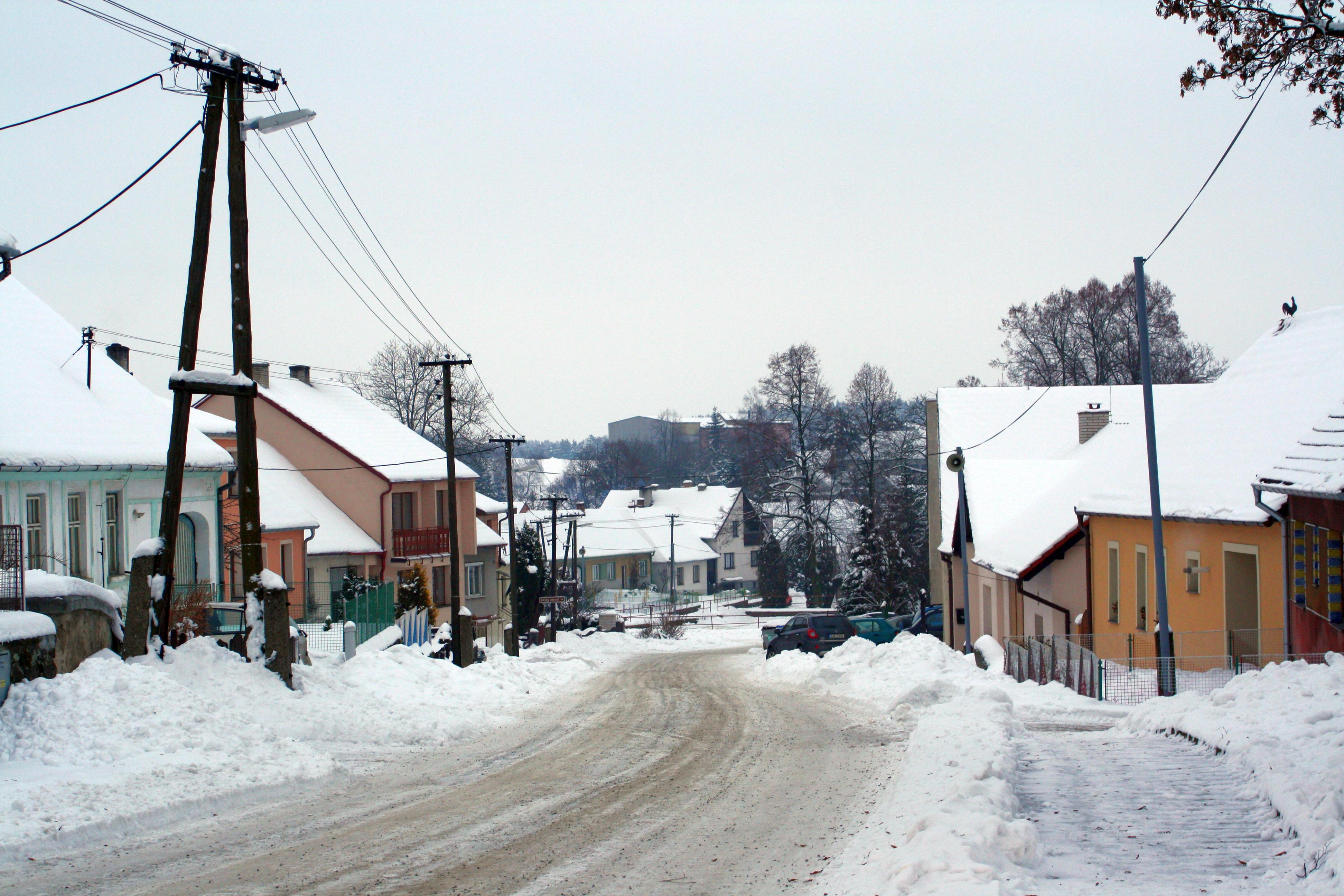
Centrum Hodova v zimě

- V hodovské kapličce je oltář sv. Jana Nepomuckého, před ním v zemi leží kámen s vytesanou klečící osobou.[19]
- Na „kerchůvku“ se pochovávalo za dob, kdy byla na Hodov uvalena klatba za neplacení desátků. Ve skutečnosti se zde však nikdy žádný pohřeb nekonal, protože celý rok, po který Hodov neplatil desátky, nikdo neumřel.
- V polovině 19. století bylo v hodovské škole 91 žáků, o padesát let později okolo 144 (včetně přespolních žáků ze sousedních Rohů).
- 9. října 1895 vznikl v čísle 38 oheň, jenž zachvátil 12 domů, 9 výměnkářských chalup a 13 stodol plných obilí.[4]

## Statistika a data
- Celková výměra obce je 651 ha polí, 77 ha luk, 4 ha zahrad, 62 ha pastvin, 207 ha lesa.
- Jména tratí: Na Liščí skále, Horka, Maliny, Haty, Zadní a přední Dálky, Sečka, na Zahumenicích, na Vodavkách, v Lopatách, v Teputech, na Koženkách, za Hejlovým, Vitoslavská, na Hřebačkách, pod Robáčky; roku 1749: na Vostrůvkách, u Berky, na Vízi, na Skuči, na Vitovský, ve Žlebcích, Pod Padělky.
- Nejstarší rodiny: Hejlova, Pátkova, Kotkova, Korbelova, Klejdusova a Konečných (která přetrvává až dodnes).

## Osobnosti
- Marie Benčová (1865–?), spisovatelka
- František Horký (1917–1942), voják, pilot RAF
- Jan Kudrna (1887–?), pedagog
- Josef Mezlík (* 1961), fotbalista
- Bedřich Hodyc, učitel, čestný občan Hodova[11]